# Сом
Сом (лат. Silurus glanis) једна је од највећих слатководних риба, а припада фамилији Сомови (Siluridae). Јединке ове врсте могу да нарасту до преко 3 m и достигну максималну масу од преко 200 kg. Сом се мрести од маја до јула.

## Опис и грађа
Сом се доста разликује од риба класичне форме, труп му је овалан, са великом и спљоштеном главом на којој је три пара бркова од којих је горњовилични пар дуг до врха грудних пераја, остали су доста мањи. Има ситне очи, велика уста, а доња вилица му је нешто дужа од горње, и обе су начичкане мноштвом ситних зуба. Тело му је без крљушт и веома слузава. Подрепно пераје дугачко, а репно је заобљено, леђно пераје је мало и без тврдих жилица. Леђа сома су модроцрна, бокови су тамносмеђи или тамнозеленкасти и мраморирани, а трбух сивкастобеличасте боје са црвенкастим преливима.

### Величина
Са укупном дужином која може премашити 3 m (9,8 ft) и максималном тежином од преко 200 kg (440 lb), сом је друга највећа слатководна риба у Европи и западној Азији након моруне. Овакве дужине су ретке и недоказане током 20. века, али постоји донекле веродостојан извештај из 19. века о сому ове величине. Бремс Тирлебен цитира Хеклове и Кнерове старе извештаје са Дунава о примерцима дугим 3 m (9,8 ft) и тешким 200—250 kg (440—550 lb) и Вогтов извештај из 1894. о примерку који је ухваћен у Билском језеру који је био 2,2 m (7 ft 3 in) дуг и тежак 68 kg (150 lb). Године 1856, К. Т. Кеслер је писао о примерцима из реке Дњепар који су били дуги преко 5 m (16 ft) и тежили до 400 kg (880 lb). (Према мађарском природњаку Оту Херману [1835-1914], у Угарској су се у старим вековима из реке Тисе хватали и сомови од 300–400 килограма.)
Већина одраслих сомова је дугачка око 1,3—1,6 m (4 ft 3 in—5 ft 3 in); рибе дуже од 2 m (6 ft 7 in) су реткост. На 1,5 m (4 ft 11 in) могу тежити 15—20 kg (33—44 lb), а на 2,2 m (7 ft 3 in) могу тежити 65 kg (143 lb).
Само под изузетно добрим животним околностима, сом може достићи дужину већу од 2 m (6 ft 7 in), као што је то случај са рекордним сомом из Кибингена (близу Ротенбурга, Немачка), који је био дугачак 2,49 m (8 ft 2 in) и тежак 89 kg (196 lb). Овог гиганта надмашили су још већи примерци из Пољске (2,61 m, 109 kg), бивших совјетских држава (река Дњепар у Украјини, река Волга у Русији и река Или у Казахстану), Француске, Шпаније (у реци Ебро), Италија (у реци По, где је уловљен рекордни 2,78 m дугачак сом, и Арно), Србије (у Грушком језеру, где је 2,4 m (7 ft 10 in) дугачак примерак тежак 117 kg (258 lb) уловљен 21. јуна 2018. године и сом дужине 275  и тежине 117  у Ђердапској клисури на Дунаву исте године), и Грчкој, где је ова риба пуштена пре неколико деценија. Грчки сомови добро расту захваљујући благој клими, недостатку конкуренције и добром снабдевању храном.
Сом је такође примећен како успева у расхладним језерима оштећене нуклеарне електране у Чернобиљу. Иако се популарно верује да су мутирани у велике величине као резултат радиоактивних падавина, у стварности рибе расту до таквих размера због одсуства људи, лова и риболова који су забрањени у зони искључења након несреће, као и да им храну дају великодушни туристи који посећују ову област.
Највећа забележена тачна тежина била је 144 kg (317 lb) за 2,78 m (9 ft 1 in) дугачак примерак из делте реке По у Италији.
Прича се да изузетно велики примерци нападају људе у ретким случајевима, тврдња коју је истражио екстремни пецарош Џереми Вејд у епизоди телевизијске серије Животињска планета са насловом Речна чудовишта након што је ухватио три рибе, две од око 66 kg (145 lb) и једну од 74 kg (164 lb), од којих су две покушале да га нападну након што су пуштене. У извештају аустријског листа Дер Стандард од 5. августа 2009. помиње се сом који вуче рибара у близини Ђера, у Мађарској, под водом за десну ногу након што је човек покушао да зграби рибу. Човек је једва остао жив од рибе, која је, према његовим речима, морала бити тешка преко 100 kg (220 lb).

### Исхрана
Као и већина слатководних животиња са дна, сом живи на анелидним црвима, пужевима, инсектима, раковима и рибама. Такође је примећено да већи примерци једу жабе, мишеве, пацове и водене птице као што су патке и могу бити канибали. Једна студија коју су објавили истраживачи са Универзитета у Тулузу, Француска, 2012. године документовала је јединке ове врсте у уведеном окружењу које су искочиле из воде да би се храниле голубовима на копну. Од понашања на плажи које је уочено и снимљено у овој студији, 28% је било успешно у хватању птица. Анализа стабилних изотопа садржаја желуца сома коришћењем угљеника 13 и азота 15 открила је веома варијабилан састав исхране копнених птица. Ово је вероватно резултат прилагођавања њиховог понашања да се хране новим пленом као одговор на нова окружења након његовог уношења у реку Тарн 1983. године пошто ова врста понашања није пријављена у природном распону ове врсте. Могу да једу и црвене црве у јесен, али само речне врсте.
За сома је такође примећено да користи предности великог изумирања азијских шкољки да би се хранио мртвим шкољкама на површини воде током дана. Ово опортунистичко храњење истиче прилагодљивост сома на нове изворе хране, пошто се ова врста углавном храни ноћном храном.

## Навике, станиште, распрострањеност
Сом насељава готово све воде Европе. Воли мирне или споротекуће, муљевите воде и ту се и најрадије задржава. Сваштојед је, мада му главну храну чине рибе, жабе, ракови, сисари, а лови и птице, патке и гуске које се нађу на води или у води где живи. Углавном лови ноћу, али и дању ако има прилику.
Забележено је да је у реци Одри уловљен сом дугачак 5 метара а тежак 400 килограма. 
Сом у Србији обитава у Дунаву и готово свим његовим притокама, а има га и у затвореним типовима воде. Просечна величина сома у Србији је један метар и маса 10 килограма, а лове се и нешто већи примерци, тако да је 1958. године у Дунаву код Апатина уловљен сом тежак 208 килограма на стари аласки начин. Највећи икада ухваћен сом био је тежак 485 кг и дуг преко 7 м . 
Неуобичајено станиште за ову врсту постоји унутар зоне искључења у Чернобиљу, где мала популација живи у напуштеним језерцима и каналима за хлађење на блиској удаљености од угашене електране. Ови сомови изгледају здрави и задржавају позицију врхунских предатора у воденом екосистему у непосредној близини.

### Конзервацијски статус
Иако се Silurus glanis не сматра глобално угроженим, статус очувања варира у зависности од аутохтоног распона распрострањености врсте. На северној периферији распрострањења, заступљеност врсте је опадала током последњих векова и изумрли су у Данској 1700-их и у Финској 1800-их. У Шведској постоји само у неколико језера и река, и сада се сматра скоро угроженим. Недавне генетске студије су такође откриле да шведске популације имају ниску генетску разноликост и да су генетски изоловане и диференциране једна од друге,, наглашавајући потребу за пажњом на очувању.

## Размножавање
Мрести се у мају и јулу, али најчешће средином маја и почетком јуна, мада може да се деси да се мрести чак и у јулу. Све ово зависи од температуре воде која треба да буде од 19 до 24 степена и наравно од осталих услова, као што је место и друго. Мресте се у паровима. Женка претходно направи гнездо величине 1x1 метар и висине око 75 cm и ту положи икру. Мужјак оплоди икру, а женка остаје и чува је све док се млађ не излеже. Гнездо прави од ситног материјала и ту положи од 16.000 до 17.000 јаја, а по некима од 11.000 до 60.000 комада икре, све у зависности од величине женке. Икра се лепи за материјал од којег је гнездо направљено, па је женка у могућности да их чува док се не излегу. Млађ расте брзо и већ прве године достигну дужину од 20 cm.